# Marjan Pogačnik (admiral)
Marjan Pogačnik, slovenski kontraadmiral, * 24. april 1941, Ljubljana, † 12. september 2012, Ljubljana.

## Življenje in delo
Pogačnik je leta 1962 v Splitu končal mornariško vojaško akademijo, 1976 pa v Leningradu poveljniško-štabno akademijo in 1980 v Beogradu Šolo ljudske obrambe. Kot komandant je opravljal poveljniške naloge v podmorniških enotah. Objavljal je strokovne članke  in napisal učbenik Taktika podmornic (Split, 1980). Bil je poslednji poveljnik Vojno-pomorskega sektorja Pulj (1988–1991). Julija 1991 se je na svojo željo upokojil.
Leta 2011 je uspel iz Črne Gore preko Italije v Slovenijo pripeljati podmornico P-913 Zeta, ki je danes restavrirana in razstavljena v Parku vojaške zgodovine v Pivki.   
Več Arhivirano 2014-02-22 na Wayback Machine.